# Heizwerk Altchemnitz
Das Heizwerk Altchemnitz (auch Heizkraftwerk Chemnitz-Süd) ist ein in Chemnitz-Altchemnitz gelegenes Erdgas-Spitzenheizwerk. Es produziert mit zwei Heißwassererzeugern von je 116 Megawatt thermischer Leistung Fernwärme. Das Heizwerk wurde mit drei Heißwassererzeugern erbaut und mit Heizöl betrieben. Ab 1981 erfolgte der komplette Zweistoffbetrieb mit Erdöl oder Erdgas und einer Gesamtleistung von 348 Megawatt. Im Zuge der Modernisierung wurde der Ölbetrieb eingestellt und ein Heißwassererzeuger demontiert. Aus diesem Grunde sank die Gesamtleistung auf 232 Megawatt. Das Heizwerk erzeugt keinen Strom, dient ausschließlich der Wärmeversorgung und kommt an besonders kalten Wintertagen oder während einer länger anhaltenden kalten Periode zum Einsatz. Der Schornstein misst 225 Meter. Das Heizwerk speist das Fernheiznetz von Chemnitz vom Süden her und wird von Eins Energie in Sachsen betrieben.